# Pop Trash
Pop Trash — десятий студійний альбом англійської гурту Duran Duran, який був випущений 19 червня 2000 року. Ця платівка стала останньою, в роботі над якою брав участь гітарист Воррен Куккурулло, який співпрацював с гуртом починаючи з 1986 року. Через рік він змушений був залишити Ле Бона та Роудса у зв'язку із заявою, щодо возз'єднання гурту у класичному складі 1980—1985 років.

## Про альбом
У 1998 році Duran Duran підписали новий контракт із новим лейблом Hollywood Records і почали роботу над новим матеріалом, який одразу-ж представляли публіці під час живих виступів. Організувавши у 1999 році невеликий тур для випробовування частини свіжого матеріалу, гурт збирав повні зали на клубних сценах, що надихнуло музикантів на продовження роботи і як результат - очікування на визнання критиків та комерційний попит. Довівши роботу над платівкою до кінця і випустивши її у червні наступного року (цього разу і у Великій Британії), музиканти відправилися у великий світовий тур на підтримку нового альбому. Проте схвальна реакція публіки не допомогла досягнути комерційного успіху по обидві сторони Атлантики. Критики також не надто схвалювали нову роботу, відмічаючи, що вона максимум зможе зацікавити старих фанатів Duran Duran - і на приваблення нової, більш молодої аудиторії у спробі погнатися за модою, музикантам не варто навіть сподіватися. Після невтішного результату, гурт вирішив розірвати відносини із лейблом Hollywood Records.
Сама платівка являє собою продовження тематики звучання, яке було розпочате на попередньому альбомі Medazzaland, де Нік Роудс та Воррен Куккурулло взяли за основу матеріал, який призначався для їх спільного проекту TV Mania, але на ньому значно менше електроніки і акценти зміщені  - він є більш різноплановим за стилістикою. Так на ньому є приклади баладного софт-року («Someone Else Not Me»,  «The Sun Doesn't Shine Forever»), альтернативного року («Playing with Uranium», «Last Day on Earth») та елементи акустичного звучання («Starting to Remember», «Lady Xanax», «Pop Trash Movie»). Але тріо не забуло і про свої звукові експерименти з попереднього альбому («Lava Lamp», «Hallucinating Elvis», «Fragment», «Mars Meet Venus»). Загалом альбом вийшов більш живим, що виділяє його на фоні класичного саунду гурту епохи 1980-х та 1990-х.
Назва альбому була вибрана гуртом як спроба уникнути ярлика "попсової" групи серед меломанів та критиків, який висів на групі увесь час її існування.

## Композиції
1. Someone Else Not Me – 4:48 1
2. Lava Lamp – 3:54
3. Playing with Uranium – 3:51
4. Hallucinating Elvis – 5:26
5. Starting to Remember – 2:38
6. Pop Trash Movie – 4:54
7. Fragment (інструментальна) – 0:49
8. Mars Meets Venus – 3:07
9. Lady Xanax – 4:53
10. The Sun Doesn't Shine Forever – 4:51
11. Kiss Goodbye (інструментальна) – 0:41
12. Last Day on Earth – 4:27

1
- Під час роботи над платівкою були записані 3 версії пісні — англійською, французькою («Un Autre Que Moi») та іспанською мовами («Alguien Que No Soy Yo»). На платівку потрапила англомовна версія - іншомовні в свою чергу стали бі-сайдами до синглу «Someone Else Not Me».

## Учасники запису

### Duran Duran
- Саймон Ле Бон — вокал
- Нік Роудс — клавішні
- Воррен Куккурулло — гітара

### Сесійні музиканти
- Уэс Вехміллер - бас
- Стів Александер - ударні